# AirPlus International
Az AirPlus International (AirPlus International GmbH) az üzleti utazások tranzakcióinak globális kezelője, amely a vállalati utazásszervezést is magában foglalja. A Lufthansa-csoport leányvállalata.
2015-ig az AirPlus átlagosan évente 1,3 millió hitelkártya-tranzakciót bonyolított le. 2017-ben a vállalat 18 millió utazási jegyet fedező utalásokat kezelt.

## Története
A cég gyökerei 1986-ig nyúlnak vissza, amikor a Lufthansa elkezdte forgalmazni az Air Travel Card-ot. Mivel ez volt az első hitelkártya, az UATP/AirPlus kártyaszámok a kártyakibocsátó azonosító számának "1" előtagjával kezdődnek.
A Lufthansa AirPlus Servicekarten GmbH-t 1989. december 22-én jegyezték be az Offenbach am Main-i bíróságon.
1993-ra az AirPlus hitelkártyának 60 000 előfizetője volt, és az Aer Lingus, az Alitalia, az Austrian Airlines, a British Airways, a Finnair, az Iberia, a Lufthansa, a Sabena és a Swissair közös tulajdonában állt.

### 2010-es évek
2013-ban a Hotel Reservation Service lehetővé tette az automatikus fizetést a szállodáknak az AirPlus által automatikusan generált virtuális hitelkártyaszámok használatával.
2017-ben Patrick Diemer ügyvezető igazgató azt jósolta, hogy az üzleti utazási folyamatok nagy része az okostelefonokra fog áttevődni.

### 2020-as évek
2021 folyamán az összes korábbi AIDA virtuális hitelkártya 2021. július 31-én lejárt, és helyébe egy új virtuális hitelkártya-rendszer lépett.
A 2019-es pénzügyi évben az AirPlus 2 millió eurós nyereséget ért el, amelyet 2020-ban 146 millió eurós veszteség követett, ami a COVID-19 terjedése miatti üzleti utazások csökkenésének tudható be. Ezt követően, 2021 elején a Lufthansa azt tervezte, hogy 1 milliárd euróért eladja az AirPlus-t a Lufthansa Technik egyes részlegeivel együtt.
2021 decemberében a Lufthansa a COVID-19 járvány németországi terjedésének következményeként törölte korábbi tervét az AirPlus többségének eladásáról.
A Lufthansa korábban azt tervezte, hogy nyitva tartja a lehetőséget az LSG Sky Chefs vagy az AirPlus későbbi részleges eladására.

## Fordítás
Ez a szócikk részben vagy egészben  az   AirPlus International című angol Wikipédia-szócikk ezen változatának fordításán alapul.  Az eredeti cikk szerkesztőit annak laptörténete sorolja fel. Ez a jelzés csupán a megfogalmazás eredetét és a szerzői jogokat jelzi, nem szolgál a cikkben szereplő információk forrásmegjelöléseként.